# Gerard Kearns
Gerard Kearns (Mossley, 4 ottobre 1984) è un attore britannico noto per l'interpretazione di Ian Gallagher nella serie televisiva britannica Shameless.

## Filmografia parziale

### Cinema
- The Mark of Cain, regia di Marc Munden (2007)
- Il mio amico Eric (Looking for Eric), regia di Ken Loach (2009)
- Honeymooner, regia di Col Spector
- Codice criminale (Trespass Against Us), regia di Adam Smith (2016)

### Televisione
- Holby City – serie TV, episodio 6x31 (2004)
- Heartbeat – serie TV, episodio 13x23 (2004)
- Shameless – serie TV, 80 episodi (2004-2010)
- Doctors – serial TV, puntata 7x51 (2005)
- Red Riding – serie TV, 2 episodi (2009)
- The Town – miniserie TV, 3 episodi (2013)
- The Smoke – serie TV, 8 episodi (2014)
- The Last Kingdom – serie TV, 5 episodi (2015-2017)
- Chernobyl, regia di Johan Renck – miniserie TV, 2 episodi (2019)
- The English Game, regia di Birgitte Stærmose e Tim Fywell – miniserie TV (2020)
- Il serpente dell'Essex (The Essex Serpent), regia di Clio Barnard – miniserie TV (2022)
- Floodlights – film TV (2022)
- The Day of the Jackal – serie TV, episodi 1x05-1x07-1x08 (2024)

## Doppiatori italiani
Nelle versioni in italiano delle opere in cui ha recitato, Gerard Kearns è stato doppiato da:
- Simone Crisari in Shameless
- Fabrizio De Flaviis ne Il mio amico Eric
- Alessio Nissolino in The Last Kingdom
- Luca Mannocci in Codice criminale
- Daniele Raffaeli in The English Game